# Hans Hujuff
Hans Hujuff (II.) (* in Halle an der Saale; † 1554 in Zürich) war ein Goldschmied, Bürger der Stadt Zürich und zeitweilig Mitglied der Täuferbewegung.

## Familie
Hans Hujuffs Vater Hans Hujuff (I.), mit dem er zuweilen verwechselt wird, war als Goldschmied aus Böhmen nach Halle zugewandert und fertigte zwischen 1492 und 1517 Kleinode für die Magdeburger Erzbischöfe an. Er wurde 1496 Ratsherr zu Halle und starb dort im Jahr 1536.

## Mitglied des Grebel-Kreises in Zürich
Hans Hujuff (II.) wurde ebenfalls Goldschmied und verließ Halle. Am 3. September 1520 erwarb er das Bürgerrecht von Zürich.
Im September 1524 gehörte Hujuff dem täuferisch gesinnten Kreis um Konrad Grebel an. Thomas Müntzer stand in Kontakt zu Hujuffs in Halle lebenden Verwandten, und der Grebel-Kreis nutzte diesen Umstand, um einen Brief an Müntzer zu schicken. Es war eine erste Kontaktaufnahme. Neben Lob enthält das Schreiben auch Zurechtweisung für Müntzer: die Züricher kritisierten Müntzers Deutsche Messe und lehnten jede Gewaltanwendung ab. Genau genommen handelt es sich um zwei am gleichen Tag (5. September 1524) geschriebene Briefe, als Hauptautor tritt Grebel auf. Am ersten Brief war Hujuff nicht beteiligt. Aber wegen Regen verzögerte sich die Abreise des Briefboten; unterdessen stieß Hujuff zu der Gruppe und brachte einen Brief seines in Halle lebenden Bruders sowie Martin Luthers Schrift gegen Müntzer mit. Außerdem hatte er in der Vergangenheit selbst mit Müntzer ein freundschaftliches Gespräch über Glaubensfragen geführt. Das alles veranlasste Grebel und seinen Kreis, ein zweites Schreiben zu verfassen. Unterzeichnet wurde es von Konrad Grebel, Andreas Castelberger, Felix Manz, Hans Oggenfuß, Bartlime Pur, Heinrich Aberli und Hans Hujuff. Diese Texte sind in der Vadianischen Briefsammlung erhalten.
Hujuff taufte selbst zwei Personen und diskutierte vor seinem Haus mit Huldrych Zwingli. Beim Zürcher Täuferprozess wurde er im Dezember 1525 auf Urfehde hin aus dem Gefängnis entlassen. Danach sind keine Kontakte Hujuffs zur Täuferbewegung mehr belegt.

## Späteres Leben
Hans Hujuff verbrachte den Rest seines Lebens als Goldschmied in Zürich und war Vater von zehn Kindern, von denen ein Sohn Hans Hujuff (III.) als Goldschmiedemeister die väterliche Werkstatt weiterführte.